# 2018年のMLBドラフト
2018年のMLBドラフト（英語: 2018 First-Year Player Draft）は、メジャーリーグベースボール (MLB)の第59回ドラフト会議で、2018年6月に行われたファースト・イヤードラフト（アマチュアドラフト）である。 2017年のMLBで最下位のデトロイト・タイガースとサンフランシスコ・ジャイアンツが同率で最下位だったが、2016年のMLBではジャイアンツが上回っていたため、タイガースが全体1位の権利を得た。タイガースは全体1位でケイシー・マイズを指名した。アトランタ・ブレーブスは、当時のジョン・コッポレラGMが2015年から2017年まで不正に外国人選手を獲得していたことが発覚したため、本年の3巡目（全体85位相当）の指名権が剥奪された。
1巡目全体8位でアトランタ・ブレーブスに指名されて入団拒否したカーター・スチュワートは、2019年5月にNPB・福岡ソフトバンクホークスに入団した。
1巡目全体9位でオークランド・アスレチックスに入団したカイラー・マレーは、2019年のNFLドラフトで全体1位指名されたため、1年足らずで野球を辞めた。
1巡目全体24位でシカゴ・カブスに入団したニコ・ホーナーは2019年9月、このドラフトで指名された1214人の中で最初にMLBの試合に出場した。
1巡目全体29位でクリーブランド・インディアンスに入団したボー・ネイラーはカナダ国籍であり、1巡目指名では唯一のアメリカ合衆国以外の出身選手であった。

## 1巡目指名
|  | = オールスター |  |            |  |
|  | = MLB未出場    |  | = 契約せず |  |

| 順位 | 選手                     | チーム                         | 守備位置 | 学校                                              |
| ---- | ------------------------ | ------------------------------ | -------- | ------------------------------------------------- |
| 1    | ケイシー・マイズ         | デトロイト・タイガース         | 投手     | オーバーン大学 (AL)                               |
| 2    | ジョーイ・バート         | サンフランシスコ・ジャイアンツ | 捕手     | ジョージア工科大学                                |
| 3    | アレク・ボーム           | フィラデルフィア・フィリーズ   | 三塁手   | ウィチタ州立大学 (KS)                             |
| 4    | ニック・マドリガル       | シカゴ・ホワイトソックス       | 二塁手   | オレゴン州立大学                                  |
| 5    | ジョナサン・インディア   | シンシナティ・レッズ           | 三塁手   | フロリダ大学                                      |
| 6    | ジャレッド・ケルニック   | ニューヨーク・メッツ           | 外野手   | ウォキショー西高等学校 (WI)                       |
| 7    | ライアン・ウェザース     | サンディエゴ・パドレス         | 投手     | ロレット高等学校 (TN)                             |
| 8    | カーター・スチュワート   | アトランタ・ブレーブス         | 投手     | オーガリー高等学校 (FL)                           |
| 9    | カイラー・マレー         | オークランド・アスレチックス   | 外野手   | オクラホマ大学                                    |
| 10   | トラビス・スワガティ     | ピッツバーグ・パイレーツ       | 外野手   | 南アラバマ大学                                    |
| 11   | グレイソン・ロドリゲス   | ボルチモア・オリオールズ       | 投手     | セントラルハイツ高等学校 (TX)                     |
| 12   | ジョーダン・グロシャンズ | トロント・ブルージェイズ       | 遊撃手   | マグノリア高等学校 (TX)                           |
| 13   | コナー・スコット         | マイアミ・マーリンズ           | 外野手   | プラント高等学校 (FL)                             |
| 14   | ローガン・ギルバート     | シアトル・マリナーズ           | 投手     | ウェキバ高等学校 (FL)                             |
| 15   | コール・ウィン           | テキサス・レンジャーズ         | 投手     | オレンジルーテル高等学校 (CA)                     |
| 16   | マシュー・リベラトーレ   | タンパベイ・レイズ             | 投手     | マウンテンリッジ高等学校 (AZ)                     |
| 17   | ジョーディン・アダムス   | ロサンゼルス・エンゼルス       | 外野手   | グリーンホープ高等学校 (NC)                       |
| 18   | ブレイディ・シンガー     | カンザスシティ・ロイヤルズ     | 投手     | フロリダ大学                                      |
| 19   | ノーラン・ゴーマン       | セントルイス・カージナルス     | 三塁手   | サンドラ・デイ・オコナー高等学校 (AZ)             |
| 20   | トレバー・ラーナック     | ミネソタ・ツインズ             | 外野手   | オレゴン州立大学                                  |
| 21   | ブライス・チュレイン     | ミルウォーキー・ブルワーズ     | 外野手   | サンティアゴ高等学校 (CA)                         |
| 22   | ライアン・ロリソン       | コロラド・ロッキーズ           | 投手     | ミシシッピ大学                                    |
| 23   | アンソニー・シーグラー   | ニューヨーク・ヤンキース       | 捕手     | カーターズビル高等学校 (GA)                       |
| 24   | ニコ・ホーナー           | シカゴ・カブス                 | 遊撃手   | スタンフォード大学 (CA)                           |
| 25   | マット・マクレイン       | アリゾナ・ダイヤモンドバックス | 遊撃手   | アーノルド・ベッカム高等学校 (CA)                 |
| 26   | トリストン・カサス       | ボストン・レッドソックス       | 一塁手   | アメリカンヘリテージスクール (FL)                 |
| 27   | メイソン・デナバーグ     | ワシントン・ナショナルズ       | 投手     | メリット島高等学校 (FL)                           |
| 28   | セス・ビアー             | ヒューストン・アストロズ       | 投手     | クレムゾン大学 (SC)                               |
| 29   | ボー・ネイラー           | クリーブランド・インディアンス | 捕手     | en:St. Joan of Arc Catholic Secondary School (ON) |
| 30   | J.T.ギン                 | ロサンゼルス・ドジャース       | 投手     | ブランドン高等学校 (MS)                           |

### 補償ラウンド
前年にクオリファイング・オファーを拒否されて規定の条件を満たした球団に指名権が与えられた。前年のドラフトで1巡目（戦力均衡ラウンドA）指名選手と契約できなかった球団の指名権もこのラウンドに含まれる。
| 順位 | 選手                   | チーム                         | 位置   | 学校                                |
| ---- | ---------------------- | ------------------------------ | ------ | ----------------------------------- |
| 31   | シェーン・マクラナハン | タンパベイ・レイズ             | 投手   | 南フロリダ大学                      |
| 32   | ニック・シュネル       | タンパベイ・レイズ             | 外野手 | ロンカッリ高等学校                  |
| 33   | ジャクソン・カワー     | カンザスシティ・ロイヤルズ     | 投手   | フロリダ大学                        |
| 34   | ダニエル・リンチ       | カンザスシティ・ロイヤルズ     | 投手   | バージニア大学                      |
| 35   | イーサン・ハンキンス   | クリーブランド・インディアンス | 投手   | フォーサイスセントラル高等学校 (GA) |

### 戦力均衡ラウンドA
前年のドラフトで戦力均衡ラウンドBの指名権があった8球団に指名権が与えられた。
| 順位 | 選手                   | チーム                         | 守備位置 | 学校                                     |
| ---- | ---------------------- | ------------------------------ | -------- | ---------------------------------------- |
| 36   | ガナー・ホグランド     | ピッツバーグ・パイレーツ       | 投手     | ファイベイ高等学校 (FL)                  |
| 37   | ケイディン・グルニエ   | ボルチモア・オリオールズ       | 遊撃手   | オレゴン州立大学                         |
| 38   | ゼイビア・エドワーズ   | サンディエゴ・パドレス         | 遊撃手   | en:North Broward Preparatory School (FL) |
| 39   | ジェイク・マッカーシー | アリゾナ・ダイヤモンドバックス | 外野手   | バージニア大学                           |
| 40   | クリス・ブビック       | カンザスシティ・ロイヤルズ     | 投手     | スタンフォード大学 (CA)                  |
| 41   | レニー・トーレス       | クリーブランド・インディアンス | 投手     | ビーコンシティスクール (NY)              |
| 42   | グラント・ラビーン     | コロラド・ロッキーズ           | 一塁手   | ベッドフォード高等学校 (NH)              |
| 43   | グリフィン・ロバーツ   | セントルイス・カージナルス     | 投手     | ウェイクフォレスト大学 (NC)              |

## 2巡目
| 順位 | 選手                             | チーム                         | 守備位置 | 学校                                 |
| ---- | -------------------------------- | ------------------------------ | -------- | ------------------------------------ |
| 44   | パーカー・メドウズ               | デトロイト・タイガース         | 外野手   | グレイソン高等学校 (GA)              |
| 45   | ショーン・ジェリー               | サンフランシスコ・ジャイアンツ | 投手     | ケンタッキー大学                     |
| 46   | スティール・ウォーカー           | シカゴ・ホワイトソックス       | 外野手   |                                      |
| 47   | ライオン・リチャードソン         | シンシナティ・レッズ           | 外野手   | グレイソン高等学校 (GA)              |
| 48   | シメオン・ウッズ・リチャードソン | ニューヨーク・メッツ           | 投手     | ケンプナー高等学校                   |
| 49   | グレイソン・ジェニスタ           | アトランタ・ブレーブス         | 外野手   |                                      |
| 54   | ジョシュ・ストワーズ             | シアトル・マリナーズ           | 外野手   |                                      |
| 55   | オーウェン・ホワイト             | テキサス・レンジャーズ         | 投手     | ジェシー・C・カーソン高等学校        |
| 56   | タイラー・フランク               | デトロイト・タイガース         | 二塁手   |                                      |
| 58   | ジョナサン・ボウラン             | カンザスシティ・ロイヤルズ     | 投手     |                                      |
| 59   | ライアン・ジェファーズ           | ミネソタ・ツインズ             | 捕手     | ノースカロライナ大学ウィルミントン校 |
| 61   | ジョシュ・ブロー                 | ニューヨーク・ヤンキース       | 捕手     |                                      |
| 62   | ブレネン・デービス               | シカゴ・カブス                 | 外野手   | バシャ高等学校                       |
| 63   | アレク・トーマス                 | アリゾナ・ダイヤモンドバックス | 外野手   | マウントカーメル高等学校             |
| 65   | ティム・ケイト                   | ワシントン・ナショナルズ       | 投手     |                                      |
| 67   | ニック・サンドリン               | クリーブランド・インディアンス | 捕手     |                                      |
| 68   | マイケル・グローブ               | ロサンゼルス・ドジャース       | 投手     | ウェストバージニア大学               |

## その他注目選手
| 巡目 | 順位 | 選手                     | チーム                         | 守備位置    | 学校                                      |
| ---- | ---- | ------------------------ | ------------------------------ | ----------- | ----------------------------------------- |
| 2B   | 70   | ジェレミー・アイアーマン | オークランド・アスレチックス   | 遊撃手      | ミズーリ州立大学                          |
| 2B   | 71   | タナー・ドッドソン       | タンパベイ・レイズ             | 投手/外野手 | カリフォルニア大学バークレー校            |
| 2B   | 72   | ジョサイア・グレイ       | シンシナティ・レッズ           | 投手        | レモイン大学                              |
| 2B   | 75   | ルーケン・ベイカー       | シンシナティ・レッズ           | 投手        | テキサスクリスチャン大学                  |
| 3    | 79   | コディ・クレメンス       | デトロイト・タイガース         | 二塁手      | テキサス大学オースティン校                |
| 3    | 84   | オーウェン・ミラー       | サンディエゴ・パドレス         | 遊撃手      | イリノイ州立大学                          |
| 3    | 87   | ブレイン・ナイト         | ボルチモア・オリオールズ       | 外野手      | アーカンソー大学                          |
| 3    | 90   | カル・ローリー           | シアトル・マリナーズ           | 捕手        | フロリダ州立大学                          |
| 3    | 94   | カイル・イズベル         | カンザスシティ・ロイヤルズ     | 中堅手      | ネバダ大学ラスベガス校                    |
| 3    | 96   | テリン・バブラ           | コロラド・ロッキーズ           | 二塁手      | ミネソタ大学ツインシティー校              |
| 3    | 102  | ジェレミー・ペーニャ     | ヒューストン・アストロズ       | 遊撃手      | メイン大学                                |
| 3    | 108  | リッチー・パラシオス     | クリーブランド・ガーディアンズ | 外野手      | タウソン大学                              |
| 4    | 112  | トリスタン・ベック       | アトランタ・ブレーブス         | 投手        | スタンフォード大学                        |
| 4    | 115  | ドリュー・ロム           | ボルチモア・オリオールズ       | 投手        | ハイランズ高等学校                        |
| 4    | 117  | ニック・フォーテス       | マイアミ・マーリンズ           | 捕手        | ミシシッピ大学                            |
| 4    | 121  | カイル・ブラディッシュ   | ボルチモア・オリオールズ       | 投手        | ニューメキシコ州立大学                    |
| 4    | 125  | アーロン・アシュビー     | ミルウォーキー・ブルワーズ     | 投手        | クラウダーカレッジ                        |
| 4    | 126  | ライアン・フェルトナー   | コロラド・ロッキーズ           | 投手        | オハイオ州立大学                          |
| 4    | 128  | イーサン・ロバーツ       | シカゴ・カブス                 | 投手        | テネシー工科大学                          |
| 4    | 131  | ジェイク・アービン       | ワシントン・ナショナルズ       | 外野手      | オクラホマ大学                            |
| 5    | 138  | ジョナサン・スティーバー | シカゴ・ホワイトソックス       | 投手        | インディアナ大学ブルーミントン校 (IN)     |
| 5    | 150  | タージ・ブラッドリー     | タンパベイ・レイズ             | 投手        | レダン高等学校 (GA)                       |
| 5    | 154  | コール・サンズ           | ミネソタ・ツインズ             | 投手        | フロリダ州立大学                          |
| 5    | 157  | ブランドン・ロックリッジ | ニューヨーク・ヤンキース       | 外野手      | トロイ大学                                |
| 5    | 163  | スティーブン・クワン     | クリーブランド・ガーディアンズ | 外野手      | オレゴン州立大学                          |
| 6    | 168  | コディ・ホイヤー         | シカゴ・ホワイトソックス       | 投手        | ウィチタ州立大学 (KS)                     |
| 6    | 173  | ローレンス・バトラー     | オークランド・アスレチックス   | 外野手      | ウェストレイク高校                        |
| 6    | 185  | ドリュー・ラスムッセン   | ミルウォーキー・ブルワーズ     | 投手        | オレゴン州立大学                          |
| 7    | 211  | ジョー・ライアン         | タンパベイ・レイズ             | 投手        | カリフォルニア州立大学ノースリッジ校      |
| 7    | 213  | ブレンダン・ドノバン     | セントルイス・カージナルス     | 外野手      | 南アラバマ大学                            |
| 7    | 215  | デビッド・フライ         | ミルウォーキー・ブルワーズ     | 捕手        | ノースウェスタン州立大学                  |
| 7    | 220  | ジャレン・デュラン       | ボストン・レッドソックス       | 外野手      | カリフォルニア州立大学ロングビーチ校      |
| 7    | 224  | ジェームズ・アウトマン   | ロサンゼルス・ドジャース       | 外野手      | カリフォルニア州立大学サクラメント校      |
| 8    | 230  | タイラー・メギル         | ニューヨーク・メッツ           | 投手        | アリゾナ大学                              |
| 8    | 231  | スティーブン・ウィルソン | サンディエゴ・パドレス         | 投手        | サンタクララ大学                          |
| 8    | 238  | ジョーイ・ガーバー       | シアトル・マリナーズ           | 投手        | イリノイ大学アーバナ・シャンペーン校      |
| 8    | 243  | ラーズ・ヌートバー       | セントルイス・カージナルズ     | 外野手      | 南カリフォルニア大学                      |
| 9    | 255  | タリック・スクーバル     | デトロイト・タイガース         | 投手        | シアトル大学 (WA)                         |
| 12   | 370  | チェイス・シュガート     | ボストン・レッドソックス       | 投手        | テキサス大学                              |
| 13   | 395  | リース・オルソン         | ミルウォーキー・ブルワーズ     | 投手        | ノース・ホール高等学校                    |
| 13   | 402  | デービス・マーティン     | シカゴ・ホワイトソックス       | 投手        | テキサス工科大学                          |
| 14   | 412  | ビクター・ボドニック     | アトランタ・ブレーブス         | 投手        | リアルト高校                              |
| 14   | 431  | アーロン・フレッチャー   | ワシントン・ナショナルズ       | 投手        | ヒューストン大学                          |
| 14   | 432  | J.P.フランス             | ヒューストン・アストロズ       | 投手        | ミシシッピ州立大学                        |
| 15   | 449  | ルイ・バーランド         | ミネソタ・ツインズ             | 投手        | コンコーディア大学                        |
| 17   | 500  | アラン・ワイナンス       | ニューヨーク・メッツ           | 投手        | キャンベル大学                            |
| 17   | 507  | アレックス・ベシア       | マイアミ・マーリンズ           | 投手        | カリフォルニア州立大学イーストベイ校 (CA) |
| 18   | 344  | スティーブン・コレック   | ロサンゼルス・ドジャース       | 投手        | テキサスA&M大学                           |
| 21   | 628  | グラント・アンダーソン   | シアトル・マリナーズ           | 投手        | マクニーズ州立大学                        |
| 23   | 677  | ローガン・オーハッピー   | フィラデルフィア・フィリーズ   | 捕手        | セントジョン・パプテスト教区高等学校      |
| 26   | 766  | ジェイコブ・ロペス       | サンフランシスコ・ジャイアンツ | 投手        | カレッジ・オブ・ザ・キャニオンズ          |
| 31   | 916  | ライアン・ウォーカー     | サンフランシスコ・ジャイアンツ | 投手        | ワシントン州立大学                        |